# James Henry Smith
James Henry Smith (* 6. Mai 1871 in Manchester, England; † 24. Dezember 1940) war ein britischer Maschinenbauingenieur, zuletzt Professor des Maschinenbaus.
Ihm zu verdanken ist das sogenannte Dauerfestigkeitsschaubild nach Smith, wie es aus dem Fachgebiet der Werkstoffprüfung gemeinhin bekannt ist. Dieses Diagramm, das auch "Smith-Diagramm" genannt wird, wurde später, insbesondere in der Ära nach dem Zweiten Weltkrieg, in einer von anderen Wissenschaftlern entwickelten Methode zur Auslegung von Maschinenteilen bei dynamischer Beanspruchung genutzt. Sie ermöglichte eine Dimensionierung von Maschinenteilen unter ruhender, schwellender und wechselnder Belastung. Bei dieser Methode ging es noch darum, Bauteile dauerfest auszulegen. Letztere Methode ist mittlerweile von Betriebsfestigkeitsmethoden weitgehend abgelöst worden, nachdem der Computer in den 1980er und 1990er Jahren zum Hauptarbeitswerkzeug des Ingenieurs avanciert ist. Darin werden Bauteile nur noch "betriebsfest", nicht mehr "dauerfest" ausgelegt. In der sich erst in den letzten Jahren allmählich etablierenden FKM-Richtlinie zur betriebsfesten Auslegung von Maschinenbauteilen wird das Smith-Diagramm, im Rahmen einer – im Vergleich zu früheren Bauteildimensionierungsverfahren – anders ablaufenden Rechenprozedur, nach wie vor eingesetzt.
Über das Smith-Diagramm hinaus verdankt man James Henry Smith Beiträge auf dem Gebiet des Baus von Werkstoffprüfmaschinen.

## Leben
Smith studierte zunächst Ingenieurwesen am Royal College of Science in London; später wechselte er an die Viktoria University in Manchester, wo er 1897 seinen Bachelor-Abschluss machte. Aufgrund seiner guten Studienleistungen erhielt er zahlreiche Stipendien, auch eine Förderung in Form des angesehenen Whitworth Scholarship. So studierte er unter der Obhut von Osborne Reynolds, der zu dieser Zeit ein betagter Professor war. Unter dessen Anleitung begann Smith mit dem Bau von Werkstoffprüfmaschinen, die zur Untersuchung von Proben metallischer Werkstoffe unter verschiedenartigen Belastungen verwendet wurden. Im Jahr 1900 erhielt er den Master-Abschluss und 1903 den Doktortitel. In den Jahren 1901 bis 1904 wurde er zugleich Mitarbeiter der Abteilung für Ingenieurwesen am Technical College in Sunderland, 1903 bis 1904 auch dessen Leiter. Im Jahr 1905 wurde er zum Professor des Maschinenbaus am Municipal Technical Institute in Belfast berufen – das wohl später zum College of Technology ausgebaut wurde –, wo er fortan wirkte.
In Belfast setzte er den Bau von Werkstoffprüfmaschinen fort, führte Versuche an metallischen Werkstoffen durch und beschrieb deren Verhalten. In der Wissenschaftsgeschichte zur Theorie und Praxis der Materialermüdung besitzt Smith einen festen Platz.

## Werke und Schriften
- O. Reynolds, J. H. Smith: On a throw-testing machine for reversals of mean stress. In: Philosophical Transactions of the Royal Society of London, Series A. (ISSN 0080-4614) Bd. 199, 1902, S. 265–297
- J. H. Smith: A new testing machine for reversals of stress. In: Engineering. (ISSN 0013-7782) Bd. 79, 1905, S. 307–308
- J. H. Smith: A fatigue testing machine. In: Engineering. (ISSN 0013-7782) Bd. 88, 1908, S. 105–107
- J. H. Smith: Some experiments on fatigue of metals. In: Journal of the Iron and Steel Institute. (ISSN 0021-1567) Bd. 82, H. 2, 1910, S. 246–318
- J. H. Smith, G. A. Wedgewood: Stress-strain loops for steel in the cyclic state. In: Journal of the Iron and Steel Institute. (ISSN 0021-1567) Bd. 91, 1915, S. 365–397